# کولودی
کولودی (به ایتالیایی: Collodi) یک منطقهٔ مسکونی در ایتالیا است که در پشا واقع شده‌است.